# Bandim Health Project
Bandim Health Project forsker i at forbedre folkesundheden i et af verdens fattigste lande, Guinea-Bissau i Vestafrika.
Projektets forskning bygger på et unikt overvågnings- og registreringssystem af mere end 100.000 mennesker i seks forstæder til hovedstaden Bissau og 182 mindre områder i landdistrikterne. Blandt disse mennesker bliver fødsler, dødsfald, sygdom, hospitalsindlæggelser, vaccinationer og amning fulgt med særligt fokus på kvinderne og børnene.
Bandim Health Project er medlem af INDEPTH, som er en sammenslutningen af sundhedsforskningsinstitutioner i Afrika, Asien og Oceanien.
11°50′43.64″N 15°35′45.42″V / 11.8454556°N 15.5959500°V

## Historie
Bandim Health Project blev grundlagt i 1978 af Peter Aaby (en). Projektet er et samarbejde mellem sundhedsministeriet i Guinea-Bissau og Statens Serum Institut i Danmark. Desuden samarbejder projektet med forskere fra både Syddansk-, Københavns- og Aarhus Universitet.
I 2012 finasierede Danmarks Grundforskningsfond etableringen af Forskningscenter for Vitaminer og Vacciner, CVIVA. Centeret skal styrke forskningen i uspecifikke effekter af vacciner, som blev opdaget af forskerne på Bandim Health Project.
Forskerne på Bandim Health Projekt har udgivet over 700 videnskabelige artikler. Medarbejdere på projektet har siden starten i 1978 til sammen opnået mere end 40 Phd- eller doktorgrader og 13 kandidatgrader i global sundhed.

## Forskning
Bandim Health Project forsker i folkesundhed med fokus på kvinder og børn inden for følgende områder:
- Vacciner, både den specifikke beskyttelse mod en given sygdom, men i særdeleshed deres mulige uspecifikke effekter på sygelighed og dødelighed.
- Andre sundhedsinterventioner, blandt andre vurdering af den samlede indvirkning på dødeligheden af nye tiltag eller ændringer i eksisterende politikker.
- Infektionssygdomme, for eksempel mæslinger, diarré, rotavirus, luftvejsinfektioner, malaria, HIV og tuberkulose.
- Ernæring, blandt andet vitamintilskud og amning.
- Humanitær bistand

## Vigtige resultater
På Bandim Health Project opdagede man, at en ny mæslingevaccine, som blev brugt i udviklingslandene, var forbundet med en fordobling i dødeligheden blandt piger i forhold til den vaccine man brugte tidligere. Dette førte til at vaccinen blev trukket tilbage. Var det ikke sket, ville det have betydet mindst en halv million flere dødsfald blandt piger i Afrika om året.

## Organisation
Peter Aaby er leder af Bandim Health Project, mens Amabelia Rodrigues er national forskningskoordinator.
Bandim Health Project ligger i Guinea-Bissau, men har også en lille afdeling på Statens Serum Institut i København, hvor Christine Stabell Benn er daglig leder. Projektet er også tilknyttet Syddansk Universitet, hvor Peter Aaby er adjungeret professor og Christine Stabell Benn er professor i global sundhed.